# Piuí de les Petites Antilles
El piuí de les Petites Antilles (Contopus latirostris) és un ocell de la família dels tirànids (Tyrannidae).

## Hàbitat i distribució
Habita la selva i boscos a les terres altes de les Antilles, a Puerto Rico, Guadalupe, Dominica, Martinica i Saint Lucia.